# Txema Oleaga

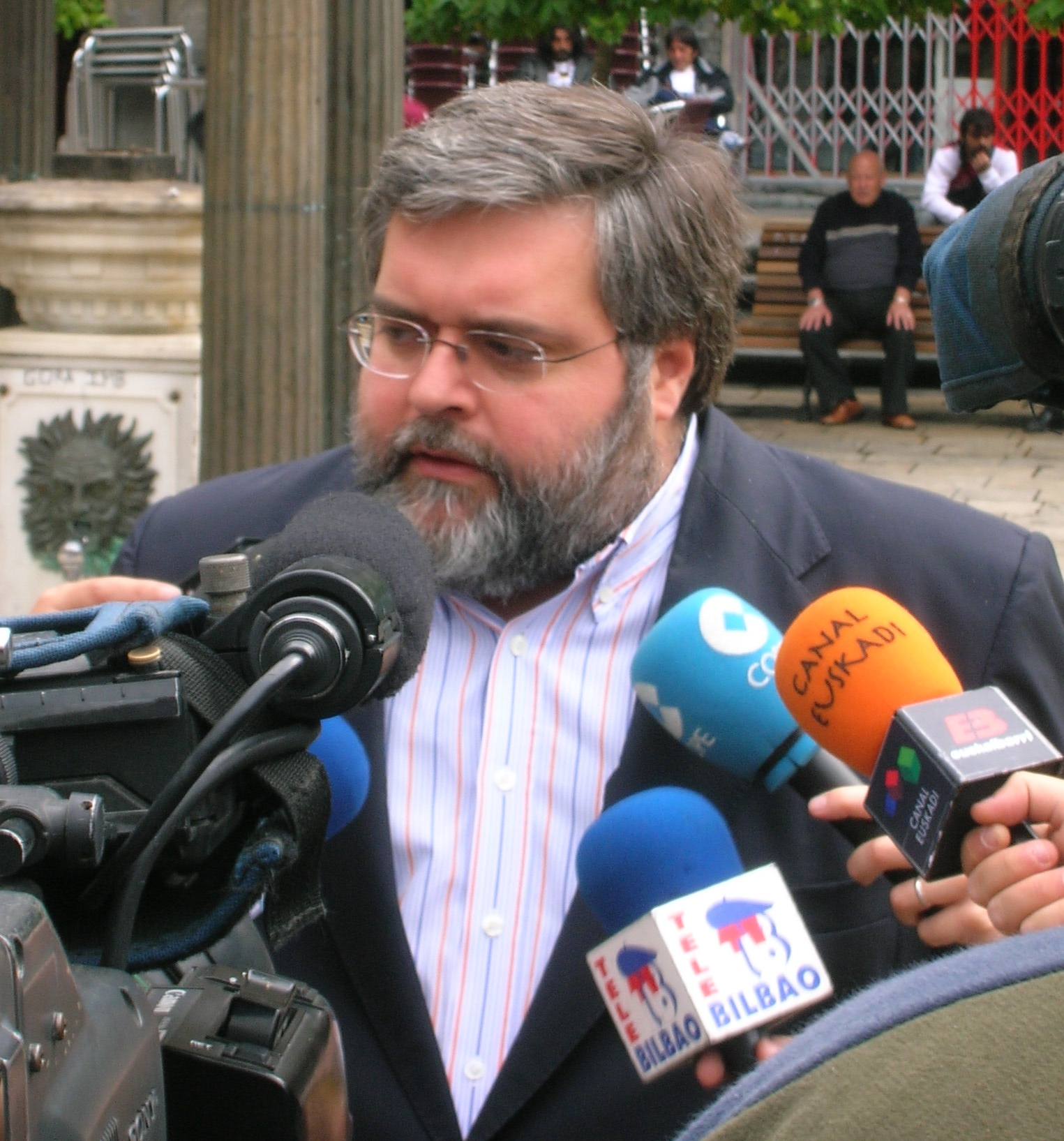
Txema Oleaga en 2005.

José María Oleaga Zalvidea (Bilbao, 1963), más conocido como Txema Oleaga, es un político español perteneciente al Partido Socialista de Euskadi-Euskadiko Ezkerra (PSOE) del que es miembro del comité provincial de Vizcaya y del comité nacional. Fue candidato a alcalde de Bilbao en las elecciones de 2007 y 2011. Destacado masón, es desde 2022 el Muy Respetable Gran Maestro electo de la Gran Logia de España. Tiene una hija.

## Biografía
Txema Oleaga Zalbidea es abogado, licenciado en Derecho por la Universidad de Deusto, y experto en Responsabilidad Civil, Derecho del Seguro, Derecho Penal y Derecho de la Circulación.
Fue elegido por primera vez concejal en el Ayuntamiento de Bilbao en 1999. En 2004 dejó su despacho profesional al convertirse en portavoz del Grupo Municipal del PSE-EE en dicho ayuntamiento, cargo que ejerció hasta 2011. Asumió la portavocía y la candidatura al dejar el cargo su predecesor, Dimas Sañudo, elegido presidente de FEVE.
En las elecciones municipales de 2007 fue candidato a la alcaldía de Bilbao, obteniendo la tercera plaza, con el 22,08% de los votos y siete concejales (los mismos que el segundo, el Partido Popular), dos más que en anteriores elecciones. Volvió a ser candidato a la alcaldía en las elecciones municipales de 2011, en las que su partido perdió más de 12.000 votos, casi un 9% respecto a las anteriores, y pasó de siete concejales a cuatro, quedando en cuarto lugar. En octubre de 2011 dimitió como presidente del grupo socialista del consistorio bilbaíno.
En diciembre del mismo año fue nombrado Presidente de Metro Bilbao, cargo en el que cesó al llegar el Partido Nacionalista Vasco al Gobierno Vasco.
Es elegido senador por Vizcaya en las Elecciones generales de España de abril de 2019 para la XIII legislatura de España.
Es proclamado Muy Respetable Gran Maestro electo de la Gran Logia de España el 12 de marzo de 2022.